# Clémence de Habsbourg
Clémence de Habsbourg (en allemand : Klementia), née vers 1262 à Rheinfelden (Souabe) et morte après le 7 février 1293 à Naples, est une princesse de la maison de Habsbourg, fille de Rodolphe Ier, roi des Romains, et de Gertrude de Hohenberg. Elle est reine titulaire consort de Hongrie par son mariage avec Charles Martel d'Anjou. 

## Biographie

### Famille
Clémence de Habsbourg est une fille cadette du comte souabe Rodolphe IV de Habsbourg, de son premier mariage avec Gertrude de Hohenberg. Jadis une famille noble insignifiante, l'élection de Rodolphe comme roi des Romains en 1273 porte les Habsbourg au pouvoir au Saint-Empire. Le frère aîné de Clémence, Albert Ier, succède à son père sur le trône.

### Mariage et descendance
Les filles du roi Rodolphe se sont mariées avec des princes puissants. Le 8 janvier 1281, Clémence de Habsbourg épouse Charles d'Anjou, dit Martel (1271-1295), fils aîné de Charles II d'Anjou, roi de Naples et de Marie de Hongrie, sœur et héritière du roi Ladislas IV de Hongrie. Ainsi, au début du mois de mars, elle arrive en Italie. Trois enfants naissent de ce mariage : 
- Charles Ier Robert (1288-1341), roi de Hongrie[2] ;
- Béatrice de Hongrie (1290-1343), mariée en 1296 à Jean II de la Tour du Pin, dauphin du Viennois[2] ;
- Clémence (1293-1328), mariée en 1315 à Louis X, dit « le Hutin »  roi de France[2].

### «Reine titulaire de Hongrie»

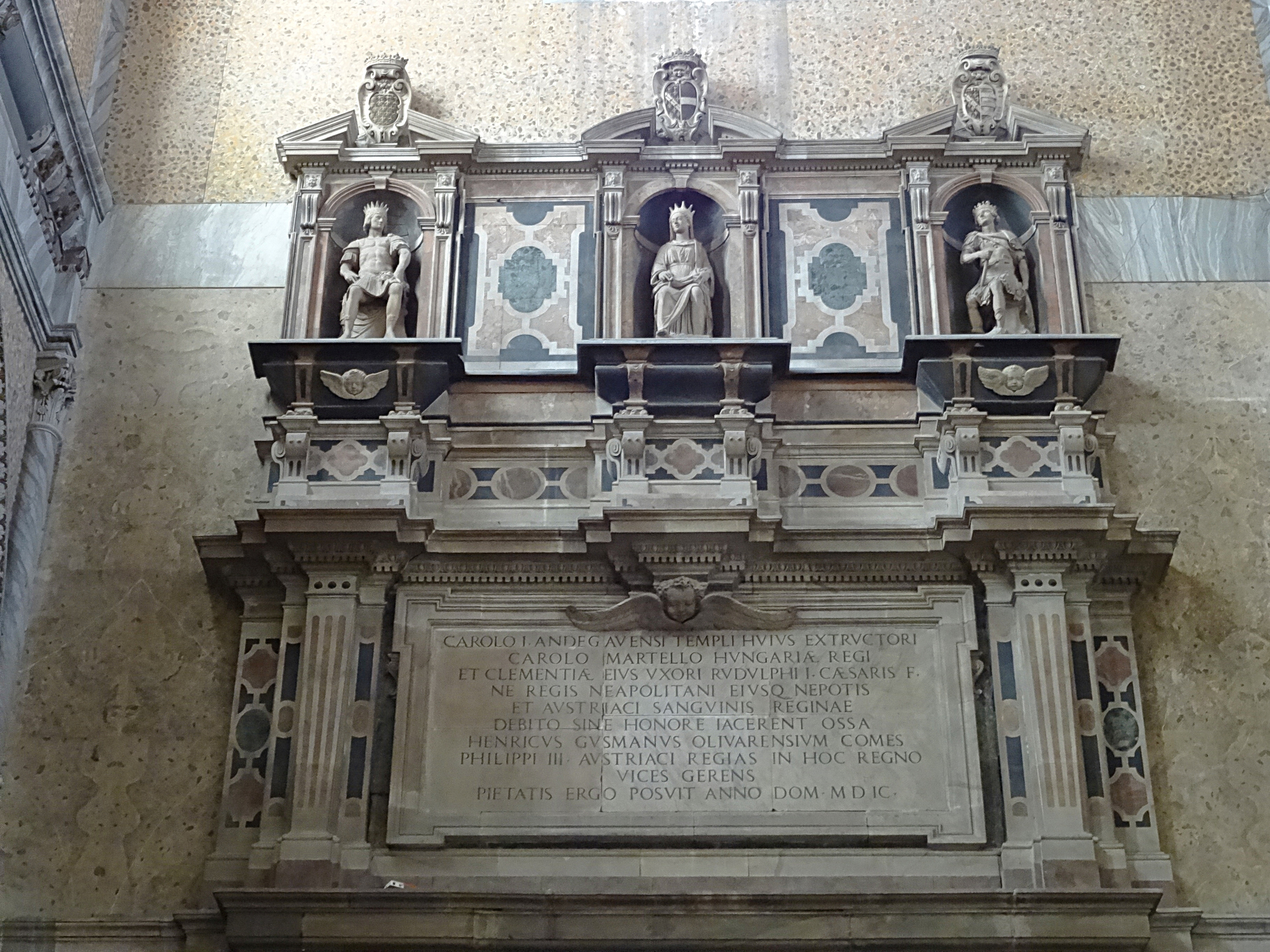
Épitaphe de Charles Ier d'Anjou, Charles Martel et Clémence dans la cathédrale de Naples.

En 1290, avec le soutien du pape Nicolas IV, le mari de Clémence revendique le trône de Hongrie : il est le neveu, par sa mère, du roi Ladislas IV (mort sans héritier direct). Néanmoins, il ne parvient pas à régner, car la noblesse hongroise soutient un descendant de la dynastie Árpád, le roi André III de Hongrie, et Charles Martel meurt en 1295 sans avoir pris possession du royaume. Après la mort d'André III en 1301, le fils de Charles Martel et de Clémence, Charles Robert, est couronné roi.

### Décès
Clémence de Habsbourg décède comme son époux de la peste et fut inhumée en 1295 dans l'église San Domenico Maggiore de Naples. 